# Mutzschener Wasser
Das Mutzschener Wasser ist ein rechter Nebenfluss der Mulde in Sachsen. Das Mutzschener Wasser ist ein Fluss II. Ordnung.

## Verlauf
Das Mutzschener Wasser entspringt auf der Feldflur zwischen Ragewitz, Nauberg und Frauendorf, die heutzutage sämtlich Ortsteile der Großen Kreisstadt Grimma sind. Der Bach wendet sich zunächst nach Nordosten, unterquert die Autobahn A14 und erreicht nach 4,5 km Wetteritz. Nach weiteren 2,5 km, nunmehr in nordwestlicher Richtung, passiert er Mutzschen, wo er im Nebenschluss über den Mühlgraben den Schlossteich speist.
Bei Wagelwitz nimmt das Mutzschener Wasser von rechts den im Wermsdorfer Forst entspringenden und Wermsdorf sowie den Horstsee durchlaufenden Saubach auf. Zwischen Cannewitz und Denkwitz kommt von links der Würschwitzer Bach. In Gornewitz zweigt ein Mühlgraben ab und erreicht dann Neichen, einen Ortsteil von Trebsen, wo es mit dem „Pegel Neichen 1“ an die Wasserstandsmeldungen des sächsischen Landeshochwasserzentrums angeschlossen ist. Das Mutzschener Wasser mündet dann am gegenüberliegenden Ufer vom Schloss Trebsen in die Mulde.
Dabei hat das Mutzschener Wasser bei seinem insgesamt 19 Kilometer langen Lauf das Stadtgebiet von Grimma nur auf den letzten drei Kilometern verlassen.

## Schutz
2002 wurde das Gebiet um das Mutzschener Wasser zwischen Wermsdorf und Trebsen zusammen mit der Döllnitz in die Liste Natura 2000 aufgenommen, wobei „naturnahe Bachabschnitte mit Begleitvegetation, in Auen verschiedene Feuchtlebensräume, angrenzend naturnahe Laubwälder und Frischwiesenbereiche“ aufgeführt werden. Bei Neichen steht der Auewald Mutzschener Wasser als Flachen-Naturdenkmal unter Schutz.